# オウム真理教在家信者死亡事件
オウム真理教在家信者死亡事件（オウムしんりきょうざいけしんじゃしぼうじけん）とは、1988年9月22日にオウム真理教で発生した過失致死事件。教団関係で初めて死者の発生した事件であり、後にオウム真理教男性信者殺害事件が起きるきっかけになった。本件をきっかけに教団は数々の違法行為に手を染めていくこととなったが、一連の事件の中で立件は見送られた。

## 概要
9月より教団が開催する修行に参加していた在家男性信者が、静岡県富士宮市の富士山総本部道場で修行中に突如大声をあげて暴れだした。原因については「百日修行」と呼ばれる長時間に渡る厳しい修行で精神錯乱を起こしたとも、薬物中毒だったとも言われる。
教祖の麻原彰晃は「頭を冷やしてこい」と弟子に命令し、岡﨑一明、村井秀夫、新実智光、早川紀代秀らが、男性信者を風呂場に連れて行かせ、逆さに抱えて頭から浴槽の水につけるなどしたが、その過程で意識不明に陥った。その知らせを聞いた麻原はすぐに駆けつけ、男性信者に「エネルギーを送る」などし、他の信者が人工呼吸などの蘇生処置をおこなったが、そのまま死亡してしまった。
当時、教団は東京都に宗教法人認可の手続きを行っており、この事件が発覚した場合、申請が取り消されることは確実であった。そのため、麻原は「教団内で焼いてしまえ。他に漏らせばその人間は地獄に落ちる」と述べて証拠隠滅を指示、死体は焼却して粉々に砕いた後、精進湖へ遺棄した。その後麻原は「いよいよこれはヴァジラヤーナに入れというシヴァ神の示唆だな」とつぶやいたという。翌1989年、一部始終を目撃していた男性信者が脱会を希望したことで発覚するのを恐れ、教団の事件で初めて殺人に至る男性信者殺害事件を起こすこととなる。
このオウムの周到を極めた死体処理の手法は、その後も乱発したことで大局的には却って状況証拠が積み重なり逆効果となり、これが教団崩壊の一因となった。